# Podagrion metatarsum
Podagrion metatarsum är en stekelart som beskrevs av Girault 1929. Podagrion metatarsum ingår i släktet Podagrion och familjen gallglanssteklar. Inga underarter finns listade i Catalogue of Life.